# Pfalz-Neumarkt

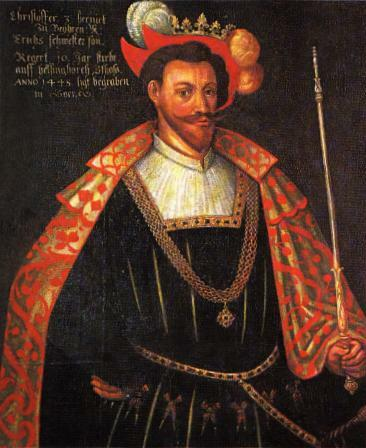
Christoph III. von Pfalz-Neumarkt, König von Dänemark, Norwegen und Schweden

Pfalz-Neumarkt, auch Pfalz-Neumarkt-Neunburg, war eine Pfalzgrafschaft um die Hauptstadt Neumarkt in der Oberpfalz sowie der Name der sie regierenden Nebenlinie der pfälzischen Wittelsbacher. Erster Landesherr und Begründer der Linie war Johann von Pfalz-Neumarkt, Herzog in Bayern und Pfalzgraf bei Rhein.
Johanns Vater war Kurfürst Ruprecht III. von der Pfalz. Als dieser 1410 starb, vererbte er seinen vier noch lebenden Söhnen eigene Territorien, wo diese eigenen Linien der pfälzischen Wittelsbacher begründeten. Der Älteste, Ludwig III., erhielt die Kurpfalz mit der Hauptstadt Heidelberg und begründete die Kurlinie. Johann erhielt Pfalz-Neumarkt mit der Hauptstadt Neumarkt in der Oberpfalz, Stefan erhielt Pfalz-Zweibrücken und Otto I. Pfalz-Mosbach.
Johann hinterließ bei seinem Tod 1443 Pfalz-Neumarkt seinem Sohn Christoph von Pfalz-Neumarkt, der nach der Absetzung seines Onkels Erik VII. 1439 zum König von Dänemark, Schweden und Norwegen (Kalmarer Union) aufgestiegen war. Mit Christophs kinderlosem Tod erlosch 1448 die Wittelsbacher Linie Pfalz-Neumarkt. Das Territorium Pfalz-Neumarkt fiel an Christophs Onkel Otto I. von Pfalz-Mosbach, der es mit seinem Territorium Pfalz-Mosbach zur Pfalzgrafschaft Pfalz-Mosbach-Neumarkt verschmolz, nachdem der Miterbe Stefan von Pfalz-Simmern-Zweibrücken (reg. 1410–1453) seinen Erbanteil am Herzogtum im Juni 1448 um 96.000 rheinische Gulden an Otto verkauft hatte.

## Liste der Pfalzgrafen von Pfalz-Neumarkt
- 1410–1443: Johann
- 1443–1448: Christoph

## Umfang des Herzogtums
Der Herrschaftsbereich von Johann von Pfalz-Neumarkt reichte von der böhmischen Grenze bis an die Tore der Reichsstadt Nürnberg und von der Cham-Further Senke bis in die Fränkische Schweiz und war sehr heterogen und zersplittert. Insbesondere wurde es durch das etwa in der Mitte liegende Kurpräcipuum zertrennt. Einen groben Überblick über sein Territorium gibt der pfälzische Teilungsbrief  vom 3. Oktober 1410:
- Stadt Altdorf bei Nürnberg (Landkreis Nürnberger Land)
- Burg und Markt Bruck (Landkreis Schwandorf)
- Stadt Cham
- Veste Eggmühl (Eggmühl) (Gde. Schierling, Landkreis Regensburg)
- Veste Grünsberg (Gde. Altdorf bei Nürnberg, Landkreis Nürnberger Land)
- Veste Haimburg (Gde. Berg bei Neumarkt i.d.Opf., Landkreis Neumarkt i.d.Opf.)
- Stadt Hemau (Landkreis Regensburg)
- Burg und Stadt Hersbruck (Landkreis Nürnberger Land)
- Veste Hohenfels (Landkreis Neumarkt i.d.Opf.)
- Veste und Markt Kallmünz (Landkreis Regensburg)
- Veste und Markt Lengenfeld (Burglengenfeld) (Landkreis Schwandorf)
- Markt Neukirchen-Balbini (Landkreis Schwandorf)
- Stadt Neumarkt in der Oberpfalz
- Burg und Stadt Neunburg vorm Wald (Landkreis Schwandorf)
- Markt Nittenau (Landkreis Schwandorf)
- die Veste Pfaffenhofen (Gde. Kastl-Pfaffenhofen, Landkreis Amberg-Sulzbach) und die Veste Poppberg (Gde. Birgland, Landkreis Amberg-Sulzbach)
- Markt Roding (Landkreis Cham)
- Veste Rosenberg (Gde. Sulzbach-Rosenberg, Landkreis Amberg-Sulzbach)
- Burg Schauerstein (Gde. Velburg, Landkreis Neumarkt i.d.Opf.)
- die Marktflecken Schwandorf und Schmidmühlen (Landkreis Amberg-Sulzbach)
- Veste Sengersberg (Gde. Falkenstein, Landkreis Cham)
- Veste Siegenstein (Gde. Wald, Landkreis Cham)
- Veste Stockenfels (Gde. Nittenau, Landkreis Schwandorf)
- Burg und Stadt Sulzbach (Landkreis Amberg-Sulzbach)
- Veste Tännesberg (Gde. Tännesberg, Landkreis Neustadt a. d. Waldnaab)
- Burg und Stadt Velburg sowie Veste Wetterfeld (Gde. Roding).

Einen bedeutenden Faktor für die wirtschaftliche Basis des kleinen Territoriums stellte die Eisenindustrie mit ihren zahlreichen „Hämmern“ dar.